# Republican Herald
Il Republican Herald è un quotidiano statunitense attivo nella zona di Pottsville della contea di Schuylkill, nello Stato federato di Pennsylvania.